# ボタ山

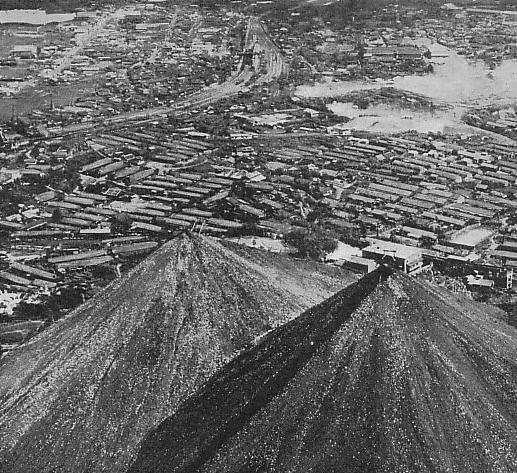
1950年代に撮影された、飯塚市住友忠隈炭鉱のボタ山（1954年頃）

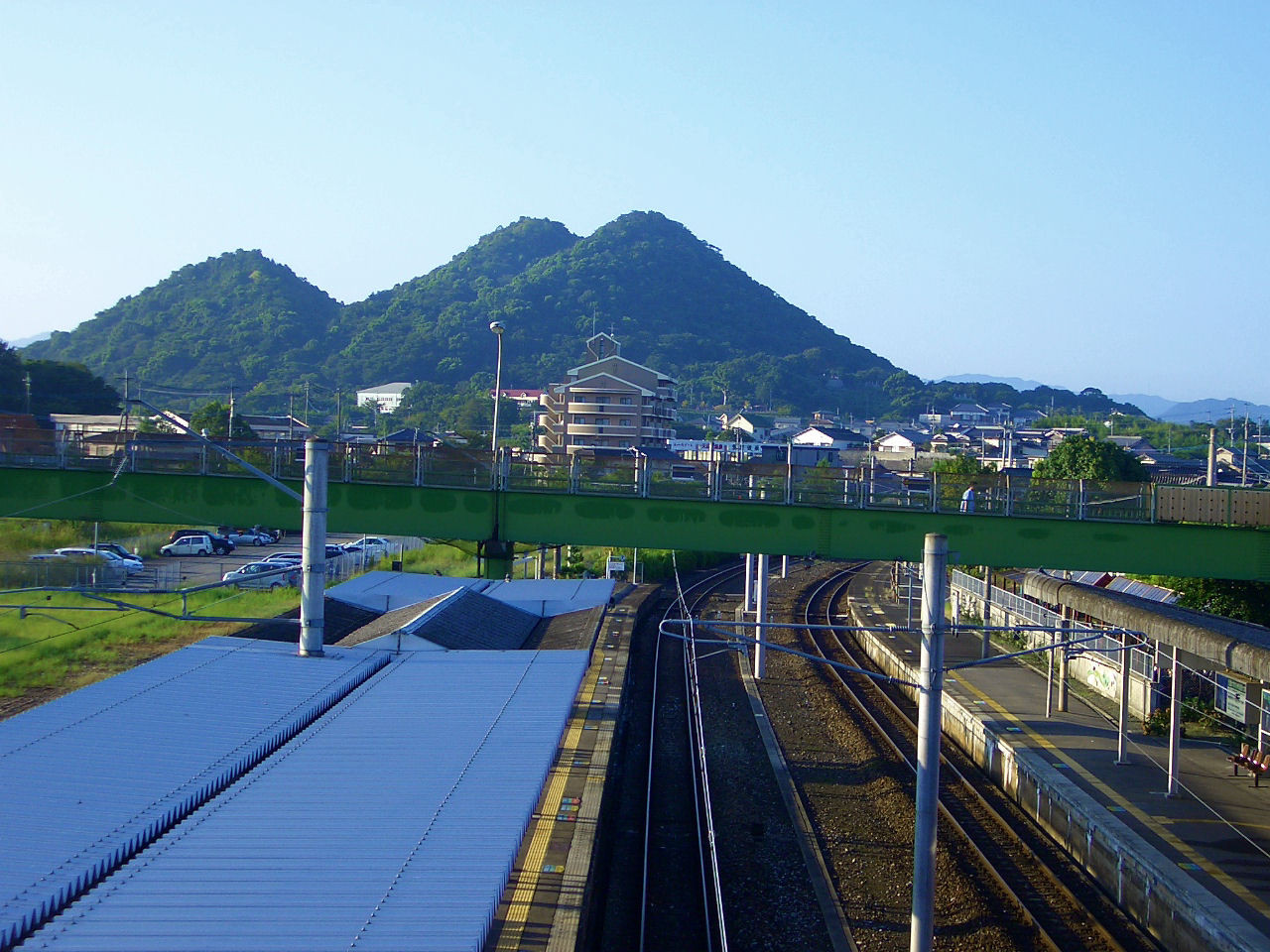
前掲写真の反対側、飯塚駅から望んだ飯塚市忠隈のボタ山。木々が生い茂っている（2007年）

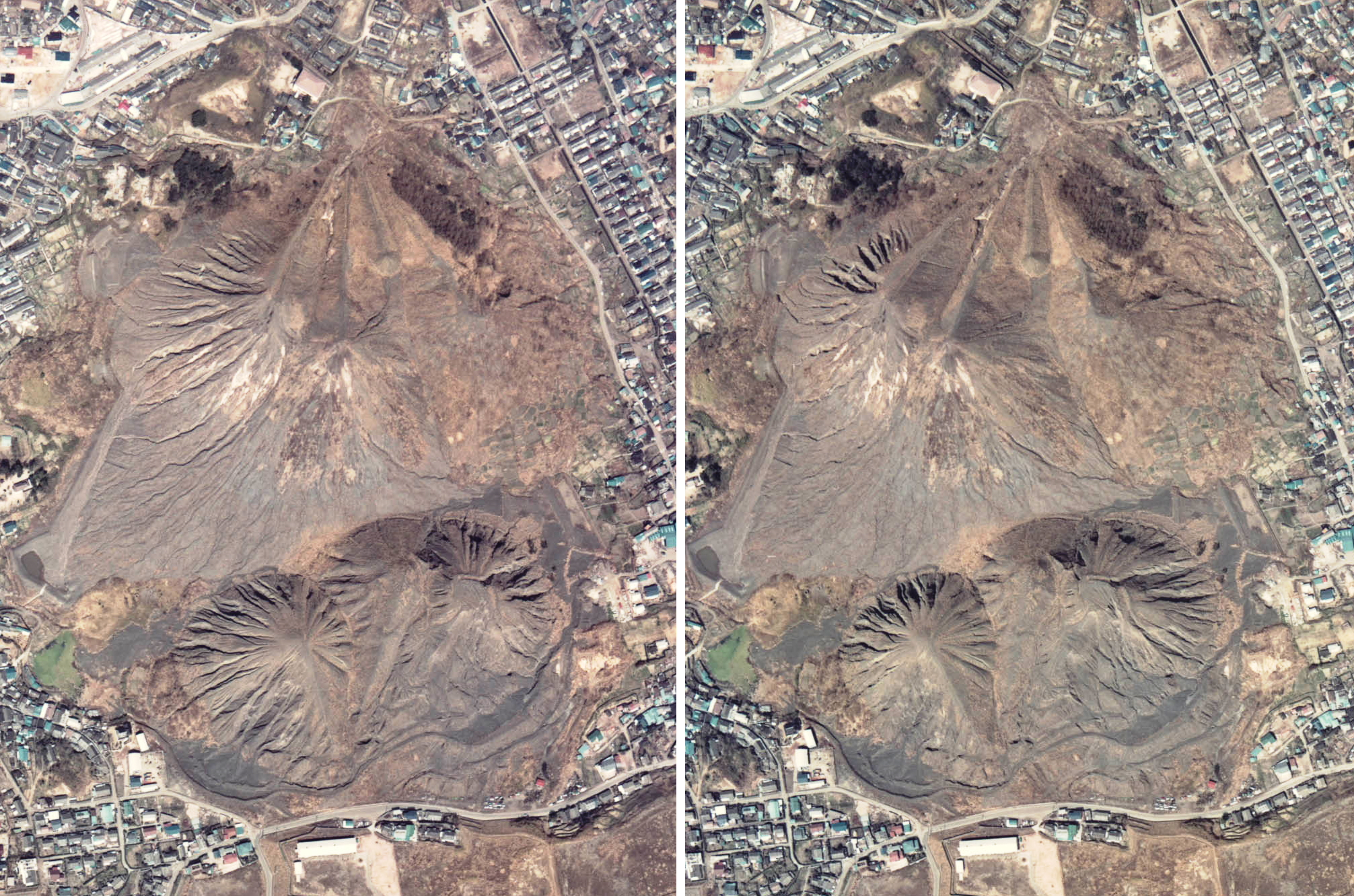
飯塚市住友忠隈炭鉱のボタ山のステレオ空中写真（1974年）。

ボタ山（ボタやま）は、石炭の採掘に伴う坑道掘削や選炭によって生じた岩石廃棄物（ボタ）の集積してできた地形。ぼた山と平仮名表記をすることもある。漢字では硬山と書く。地域によってはズリ山と称することもある。

## 概要
炭鉱では石炭や亜炭の採掘に伴い捨石（ボタ）が発生する。この捨石をトロッコなどを用いて長年積み上げられるとやがて山ができる。こうしてできた山をボタ山またはズリ山という。トロッコやベルトコンベアなどの機力で捨石を運搬したボタ山は、円錐型になる。山本作兵衛によると、筑豊炭田でボタ山が円錐型になったのは、昭和に入ってからの事だという。

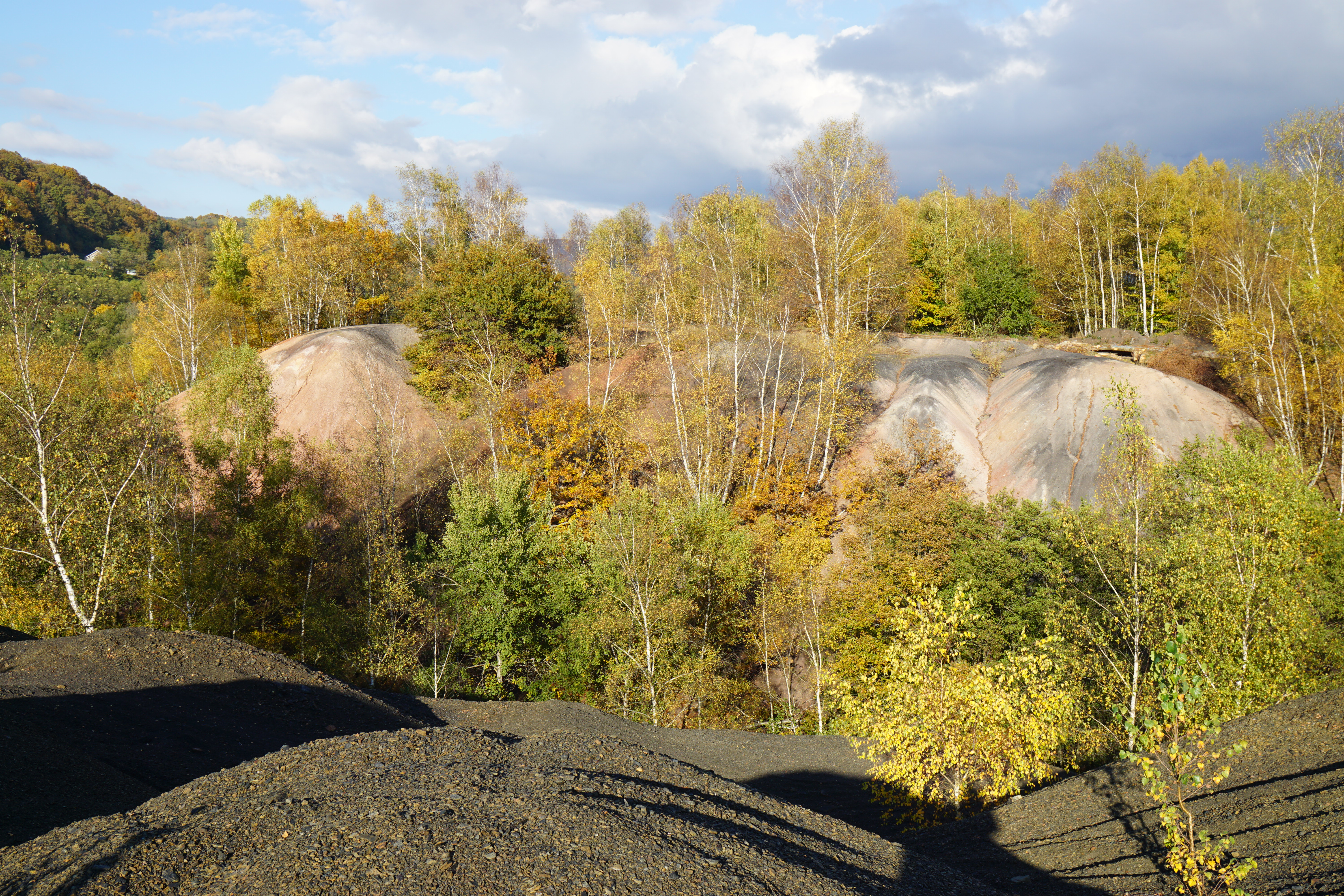
ロンチャンプ炭坑（フランス）のボタ山。自然発火の痕で左のボタ山が赤変している（2015年）

品質が低いとはいえ、捨石の中には石炭分が多く含まれることがあるために自然発火 や延焼などが原因で火災となることがある。この自然発火によって生じる一酸化炭素中毒や臭気も問題となることがある。消火活動は困難であり、自然状態下で鎮火を待つ手段が採られる。2017年（平成29年）に佐賀県多久市で発生したボタ山火災は、定期的に放水が行われたものの収まらず、2023年（令和5年）までくすぶり続けた。
ボタ山の組成は炭坑により異なる。高田炭坑（福岡県粕屋郡篠栗町）のボタ山は大部分が黒っぽい頁岩で、それに比べ砂岩は少量しか存在しない。これに対し常磐炭坑のボタ山は大半が砂岩といわれている。ブラジルのサンタカタリーナ州の炭坑では、ボタの中に含まれる黄鉄鉱による河川の汚染が問題になった。
ボタ山には堆積後5年から6年経過すると植生の侵入がみられるようになり、最初にマツヨイグサ、ハルタデ、ヨモギ、ススキなどがみられるようになる
。

## 管理

### 日本
日本の地すべり等防止法では「ぼた山」と表記され、
と定義されている。
ボタ山・ズリ山は鉱山保安法においては捨石集積場と呼ばれる。捨石集積場の比高は数10mから100mを超えるものもあり、安定性に欠け容易に崩壊しやすいのが特徴である。このため、鉱業権者は鉱山保安法、地すべり等防止法、森林法等の法令により維持管理が義務づけられるほか、捨石の採取、土地の改変等が厳しく規制される。

### イギリス
イギリスでは2020年2月の暴風雨「デニス」によりウェールズ南部にあるタイロスタウンでボタ山の一部が崩れ落ち、6万トンにも及ぶ廃棄物が川に流れ込んで下水管などを破壊する事故が発生した。デニスの襲来をきっかけにウェールズ政府は地方内の2456のボタ山の安全管理のため「安全性タスクフォース」を立ち上げるとともに、ボタ山のリスク度を公表することになったが、2021年10月末までに327が「高リスク」と発表された。

## ボタ山崩壊事故

### 日本
- 1955年、佐世保炭鉱（佐世保市）にて、大雨によりボタ山が崩壊。炭鉱住宅や事務所が埋没して73人が死亡する被害が出た（安倍鉱業ボタ山崩落事故）[11]。
- 1957年、長崎県北部地方を襲った集中豪雨により、北松浦郡江迎町の江迎炭砿のボタ山が崩壊し、流出土砂が国鉄松浦線（現在の松浦鉄道西九州線）潜竜駅（現在の潜竜ヶ滝駅）及び周辺の商店街、国道を埋没させる騒ぎとなった。他の箇所でも負傷者2名が出ている。
- 1960年1月7日、福岡県田川郡大任町の古河鉱業大峰炭鉱にあるボタ山が崩壊し7名が死亡。このボタ山は普段から自然発火が見られ、犠牲者の死因も全身火傷によるものが多かった。

### 中国
- 2008年9月8日、山西省臨汾市襄汾県の鉄鉱山でボタ山が崩壊。大量の土砂が土石流化して下流に流出し多数の死者、行方不明者を出す被害となった。鉱山は、安全基準を満たしていないため閉鎖されていたが、違法操業が続けられていたという（襄汾土石流事故）[12]。

### イギリス
- 1966年10月21日、南ウェールズのアベルヴァン炭鉱で、ボタ山が長雨により崩壊。付近の集落や小学校が土砂に飲み込まれて小学生116人を含む144人が死亡した（アベルヴァンの惨事）[13]。

## ボタ及びボタ山の利活用
樋に水を流してボタから石炭を回収することをボタ水選といい、古くから小規模な選炭業者が行っていた。
一方、生活困窮者や子供が危険を承知でボタ山に立ち入り、捨石の中から石炭を見つけては拾い集め、持ち帰った。これを「硬拾い（ボタ拾い）」と称した。拾った石炭は、家庭用の燃料として使ったり、業者に売って生計の足しにしたりした。
ボタの活用法としては、セメント副材料、海岸埋め立て、路盤材料、軽量骨材やレンガなどの建材類、耐火材原料などがある。

### 日本

#### 歴史
選炭技術が未熟な時代のボタ山には比較的良質な石炭が含有されていることに着目して再利用される例がある。
一方、1960年（昭和35年）1月7日には、福岡県大任村のボタ山が崩れ、選炭作業中の作業員7人が死亡、9人が重軽傷を負う事故も発生している。
日本では1960年度以降、産炭地域振興調査として「ボタ山利用調査」が実施され、1960年代以降には鉱害防止と炭鉱離職者の雇用対策を兼ねてボタ山の取り崩しが進められた。筑豊地方などから運び出されたボタは、道路や鉄道の新設や整備、海岸の埋め立てなどに利用された。
依然として再利用の目処が立たず、放置されている例も少なくないが、
福岡県水巻町には、町がボタ山を取得して平地を造成、太陽光発電施設や大型商業施設との間で賃貸契約を結んでいる例もある。
一方、日本の近代化を支えた石炭産業の象徴としてボタ山を恒久的に残し、維持管理していこうとする動きも出始めており、ボタ山が保存される例も見られるようになった。

#### ボタ山・ズリ山を保存している自治体
カッコ内は炭鉱名。
- 北海道
  - 岩見沢市（万字炭鉱） ｢万字炭山森林公園」 - ズリ山周辺の21ヘクタールの敷地を整備し（平成10）年にオープンした森林公園。ズリ山には直線階段775段を含む2,468段の階段がある。周辺にはツツジやシャクナゲ等様々な樹木が1万5000本植栽されている[17][18]。
  - 赤平市（北炭赤間炭鉱）｢777段ズリ山階段」 - 住友赤平炭鉱に隣接して存在した北海道炭鉱汽船の赤間炭鉱のズリ山に直線階段を777段設置し整備したもの。標高197.65m、平均斜度18度。ズリ山階段として日本一。頂上の展望広場からは、赤平市街、芦別岳、十勝岳を一望できる。夏に開催される「あかびら火まつり」ではズリ山の斜面で火文字焼きが行われる[19][20]。
  - 夕張市（北炭清水沢炭鉱）「清水沢ズリ山」 - 高低差約60m。頂上からは清水沢市街地が一望できる。地元住民や有志により草刈りや階段・ベンチのメンテナンスが行われている[21][22]。

- 福岡県
  - 飯塚市旧穂波町域(住友忠隈炭砿）  ｢筑豊富士=特に形状が美しい硬山｣と云われ、人工物で産業廃棄物ではあるのだが、富士の名を持って呼ばれている硬山で、筑豊地域で特に美しい硬山である。
  - 志免町、須恵町、粕屋町（国鉄志免鉱業所）  ｢第五坑の硬山｣と云われる現在志免炭鉱跡として遺っている場所の坑ロから採掘されてきた石炭を、撰炭して出て来た硬を野積みして出来た。その硬山は、硬スキップと云う硬を運搬野積み用の運搬装置で作られたもので、いくつかの硬山が盛られたのだが、その中で丁度3町の境界上に盛られたのが「西原硬山(にしばるぼたやま)」と、小字の名称で名付けられた。

- 長崎県
  - 佐世保市(旧世知原町)   ｢かじか健康公園硬山階段555!(けんこうこうえんボタやまかいだんGO!GO!ゴー!)｣｢硬山ステージ(ぼたやまステージ )｣旧世知原町が飯野鉱業松浦炭鉱の硬山を利用し、健康公園と野外イベント会場のステージを建設したものである。付近の世知原町石炭記念館(佐世保市世知原石炭記念館)の隣には、実物の坑口が保存されている。

### ブラジル
ブラジルのサンタカタリーナ州の炭坑では、1970年代に選炭作業で微粉炭を回収するようになる以前の微粉ボタ（CLPボタ）に相当量の石炭が含まれることがわかっている。また、タール質の多い黒ボタが産炭地周辺の道路に使用され、風化するとタール分が分離浸出して路面材に適していたが、同地域のボタには黄鉄鉱が含まれ、雨が降ると酸性水が流出するため使用禁止が指導されるようになった。一方、非常に堅固な砂岩を含む白ボタには、黄鉄鉱を含まず、道路の路体や路盤の整備に適しておりサンタカタリーナ州北部の道路建設に使用されている。
なお、ブラジルにはボタを利用して製鉄用や暖房用のレンガを製造している会社がある。